# Juan Carlos Alvarado (músico)
Juan Carlos Alvarado (Guatemala, 28 de Diciembre de 1964) es un cantante de música cristiana y pastor, conocido por sus canciones como Jehová es mi guerrero, Cristo no está muerto, No basta, Soy deudor, Cristo vive, Tu mano me sostiene, Ante ti con gozo, Al santo lugar, Tú mereces gloria, El borde de su manto, Mi mejor adoración, El poderoso de israel, Celebra victorioso, Dios el más grande, Santo es el señor, Pues tú glorioso eres señor, El señor es mi pastor, Amigo, Yo soy libre, Hay una fuente en mí, Llévame al lugar santísimo, entre otros. Es ubicado en el mismo movimiento de alabanza de los 80's, junto a Marcos Witt, Marco Barrientos, Jaime Murrell, Danilo Montero, Jesús Adrián Romero, entre otros.
En 2021, estuvo nominado en dos categorías de los Premios Arpa 2021, como "Composición del Año" y "Mejor Álbum Vocal Masculino" por el sencillo "El Dios De Israel Es Poderoso".

## Carrera musical
Cuando era niño, Alvarado tenía pasión por cantar y tocar el piano. En 1986, grabó su primer disco, Digno De Alabar, junto con la iglesia Palabra En Acción. En 1993, Alvarado grabó su primer solista disco titulado Aviva El Fuego. Un año después, Alvarado grabó León De Judá como la versión español de Lion Of Judah de Dave Bell bajo el sello estadounidense Word Records. Después de su producción Aviva El Fuego, Hosanna! Music y CanZion Producciones trabajaron en conjunto para producir Glorifícate y Tu Palabra consecutivamente en 1993. En 1995, Alvarado editó Hoy Más Que Ayer. Los lanzamientos más recientes incluyen Fuego y Tu Palabra Cantaré.
En 2011, el artista Julio Melgar decidió invitarlo a colaborar en su álbum titulado Vuelve, para interpretar en la canción Habito Al Abrigo. En el disco también participa Danilo Montero y Bani Muñoz.
En 2019, el artista Kike Pavón decidió invitarlo a colaborar en su EP titulado Ayer Y Hoy, el cual rindió homenaje a canciones y artistas que formaron parte del movimiento de alabanza que se generó en Latinoamérica, para interpretar Mi Mejor Adoración, una de sus canciones populares con arreglos musicales actualizados. Al año siguiente, participó en una canción que reunió a varios artistas guatemaltecos, entre ellos, Carlos Peña y Miel San Marcos, titulada «Tengo esperanza, Guatemala».
Después de más de diez años de su última producción, en 2020, Juan Carlos regresa con un popurrí llamado El Dios De Israel Es Poderoso que contiene 5 coritos muy conocidos en los años ochenta y noventa. Dentro de este grupo de canciones se destaca Son Sus Cuerdas De Amor que fue compuesta con base en el Salmo 16. La obra audiovisual es un evento musical en vivo que hace referencia al disco que está preparando, que titulará Fuego 2. Con este sencillo, fue nominado en dos categorías en los Premios Arpa 2021, como "Composición del Año" y "Mejor Álbum Vocal Masculino".

## Discografía

#### Con Palabra En Acción
| Año  | Título                |
| ---- | --------------------- |
| 1986 | Digno De Alabar       |
| 1988 | Jehová Es Mi Guerrero |
| 1989 | Glorificad A Jehová   |
| 1990 | Santo Es El Señor     |
| 1990 | Más Que Vencedor      |

#### Como solista
| Año  | Título                                                   | Sello                                          |
| ---- | -------------------------------------------------------- | ---------------------------------------------- |
| 1993 | Aviva El Fuego                                           | Adoración Y Alabanza Producciones Word Records |
| 1993 | Tu Palabra                                               | CanZion Producciones Word Records              |
| 1993 | Glorifícate                                              | Hosanna! Music                                 |
| 1994 | León De Judá                                             | HeartCry Word Records                          |
| 1995 | Hoy Más Que Ayer                                         | Adoración Y Alabanza Producciones Word Records |
| 1998 | Colección 1                                              | Aleluya Records                                |
| 1999 | Nunca Digas Nunca                                        | Aleluya Records                                |
| 2000 | Lo Mejor De Juan Carlos Alvarado En Palabra En Acción    | Aleluya Records                                |
| 2001 | Vivo Para Cristo                                         | Aleluya Records                                |
| 2004 | Fiesta                                                   | Aleluya Records                                |
| 2006 | Lo Mejor De Juan Carlos Alvarado En Palabra En Acción ll | Aleluya Records                                |
| 2006 | Fuego                                                    | Aleluya Records Universal Music Group          |
| 2007 | Tu Palabra Cantaré                                       | Aleluya Records                                |
| 2010 | Momentos De Adoración                                    | Aleluya Records                                |
| 2025 | Esencia                                                  | Fuego Music                                    |